# Muhyettin Uzun
Muhyettin Uzun (ur. 20 marca 1980) – turecki zapaśnik walczący w stylu wolnym. Brązowy medalista igrzysk śródziemnomorskich w 2001. Wicemistrz Europy juniorów w 2000 roku.